# Philipp August Rüdt
Johann Philipp August Leopold Rüdt (* 8. Dezember 1844 in Mannheim; † 30. Dezember 1918 in München) war ein deutscher sozialdemokratischer Bürstenbinder, Buchbinder R., Politiker, Jurist, Redakteur, Mitglied der Zweiten Kammer der Badischen Ständeversammlung.

## Werdegang
Er bekannte sich während seines Studiums an der Universität Heidelberg bis 1870 zur Römisch-katholischen Kirche.
Er wurde zum Doktor promoviert, war Publizist in Heidelberg.
Während der Legislaturperioden 1891–1892 und 1891–1892 Mitglied der badischen Zweiten Kammer (SPD).
Ende der 1860er Jahre gründete er in Heidelberg eine Sektion des Lassalleanischen ADAV, er war auch Mitbegründer der SDAP.
1869 bis 1870 war er Mitredakteur des Der Volksstaat.
Ende 1870 wurde er aus Sachsen ausgewiesen.
1887 kehrte er nach Heidelberg zurück.
Innerhalb des Mannheimer Wahlkreis der Sozialdemokratie pflegte er eine Rivalität zu August Dreesbach, was zu seinem Ausschluss auf dem Parteitag in Breslau 6.–12. Oktober 1895 führte.

1895:
- zog er sich vom politischen Leben zurück,
- war er Gründer und Führer der „Freien Sozialistischen Vereinigung“, „Freier Sozialist“ – Bewegung der „Freien Sozialisten“ mit Zentrum in Mannheim.
- und wurde Gründungsvorsitzender der Freidenkervereinigung München.

## Freidenkervereinigung München
Die Freidenkervereinigung München wurde am 17. Juli 1895 unter der Vorsitz von Philipp August Rüdt gegründet. 1901 wurde Rüdt von Josef Sontheimer als Vorsitzender abgelöst.